# Phragmanthera polycrypta
Phragmanthera polycrypta är en tvåhjärtbladig växtart. Phragmanthera polycrypta ingår i släktet Phragmanthera och familjen Loranthaceae.

## Underarter
Arten delas in i följande underarter:
- P. p. polycrypta
- P. p. subglabriflora